# Boris Schwarz
Boris Schwarz (* 13. Märzjul. / 26. März 1906greg. in St. Petersburg, Russisches Kaiserreich; † 31. Dezember 1983 in New York City) war ein US-amerikanischer Geiger und Musikwissenschaftler russischer Herkunft.

## Leben
Boris Schwarz übersiedelte im Kindesalter nach Berlin. Im Alter von 14 Jahren debütierte er als Geiger in Hannover, begleitet von seinem Vater Joseph Schwarz, einem Pianisten. Schwarz wurde von renommierten Lehrern unterrichtet: In Berlin von Carl Flesch (1922 bis 1925) sowie 1925/26 in Paris von Jacques Thibaud und Lucien Capet. Ab 1930 studierte er in Berlin Musikwissenschaft und konzertierte europaweit. Als Jude emigrierte er 1936 in die USA und nahm 1943 die amerikanische Staatsbürgerschaft an. Dort war er 1937/1938 Konzertmeister des Indianapolis Symphony Orchestra, 1938/1939 Mitglied des NBC Symphony Orchestra unter Arturo Toscanini. Außerdem machte er einen Abschluss als Musikwissenschaftler (PhD) an der Columbia University. 1941 bis 1976 hatte Schwarz eine Musikprofessur am Queens College in New York inne und fungierte zeitweilig als Dekan des dortigen Music Departements.
Schwarz befasste sich eingehend mit der sowjetischen Musikgeschichte, u. a. im Rahmen einer Guggenheim Fellowship 1959/60, und unternahm mehrere Reisen in die UdSSR. 1973 erhielt sein Buch Music and Musical Life in Soviet Russia, 1917–1970 einen Preis der American Society of Composers, Authors and Publishers (ASCAP). Schwarz trug außerdem als Autor zum Grove Dictionary of Music and Musicians bei.